# فتح‌آباد (فردوس، رفسنجان)
فتح‌آباد یک روستا در ایران است که در بخش فردوس شهرستان رفسنجان واقع شده‌است. فتح‌آباد ۱۴۷ نفر جمعیت دارد.